# Tema (Ghana)
 For alternative betydninger, se Tema. (Se også artikler, som begynder med Tema)
Tema er en by i det sydlige Ghana, beliggende på landets atlanterhavskyst, cirka 25 kilometer øst for hovedstaden Accra. Byen har et indbyggertal på 161.612 (2013).